# George Temple (clérigo)
George Frederick Temple (16 de março de 1933 - 8 de janeiro de 2003) foi arquidiácono de Bodmin de 1981 até 1989
Temple estudou para a ordenação no Wells Theological College. Depois de deter posições clericais em Guildford e Penzance, foivigário em Penwith, Penryn e Saltash antes da sua nomeação como arquidiácono.